# Глєбов Сергій Федорович
Сергій Федорович Глєбов (нар. 8 серпня 1953)  — український військовик, генерал-майор, керівник Військової служби правопорядку України з 2003 по 2007 рік.

## Життєпис
Народився 8 серпня 1953 року у місті Краматорськ Донецької області УРСР.
У 1975 році закінчив Краматорський індустріальний інститут за фахом інженер-конструктор. З листопада того ж року на військовій службі.
З лютого 1979 року — на оперативній роботі. Пройшов посади від оперуповноваженого Жданівського МВ УКДБ УРСР по Донецькій області до начальника відділу ДКР СБУ.
З 1999 по 2003 рік заступник начальника управління — начальник відділу Управління по боротьбі з корупцією Державної податкової адміністрації України.
З листопада 2003 по 2007 рік — начальник головного управління Військової служби правопорядку Збройних Сил України. На цій посаді у грудні 2005 року отримав звання генерал-майора.
З 2007 року — помічник міністра оборони України, а в подальшому помічник начальника Генерального штабу Збройних Сил України з питань правоохоронної діяльності.
У 2009 році звільнений з військової служби.

## Нагороди
За досягнення високих показників у професійній діяльності, багаторічну бездоганну службу, відзначений:
- медаллю «За бездоганну службу» III ступеня[2]